# Hemiboea longgangensis
Hemiboea longgangensis är en tvåhjärtbladig växtart som beskrevs av Z.Y. Li. Hemiboea longgangensis ingår i släktet Hemiboea och familjen Gesneriaceae. Inga underarter finns listade i Catalogue of Life.